# Greg Egan
Pour les articles homonymes, voir Egan.
Œuvres principales
- Isolation
- La Cité des permutants
- Axiomatique
- Radieux
- Cérès et Vesta

Gregory Mark Egan, né le 20 août 1961 à Perth, est un écrivain de science-fiction australien spécialisé en hard science-fiction.

## Biographie
Greg Egan est un écrivain discret, et les informations biographiques à son sujet sont peu nombreuses. 
Il est né en 1961 à Perth en Australie. Diplômé de mathématiques de la University of Western Australia, programmeur informatique de profession, il publie son premier roman, An unusual angle en 1983 mais écrit tout d'abord quelques nouvelles d'horreur avant de se tourner entièrement vers la science-fiction. Dans les années 1990, il publie ainsi une série de nouvelles qui explorent les problématiques de la nature, de la conscience et de sa possible virtualisation.
Greg Egan est végétarien, et le thème du végétarisme est fréquemment présent dans ses écrits.
Après la publication de Schild's Ladder en 2002, il abandonne l'écriture et ses fonctions de programmeur quelques années et s'engage dans l'aide aux réfugiés en Australie.

## Photographie
Il n'existe aucune photographie de Greg Egan disponible sur Internet et l'auteur tient à cela. La photographie d'un homonyme est souvent utilisée par erreur.

## Hard science-fiction
Les œuvres de Greg Egan reposent presque toujours sur des connaissances en physique, en biologie et en informatique. Il s'inspire ainsi de théories scientifiques complexes, comme l'étalement quantique (Isolation), les machines autoréplicantes de Von Neumann (La Cité des permutants), la théorie de la grande unification (L'Énigme de l'univers), la théorie de l'évolution (Téranésie), l'intelligence artificielle et la numérisation du cerveau et de la conscience (Zendegi, Diaspora) ou les mathématiques pures (Radieux) dont il se sert à la fois comme base romanesque et comme trame de spéculations philosophiques.

## Œuvres

### SérieOrthogonal
1. (en) The Clockwork Rocket, 2011
2. (en) The Eternal Flame, 2012
3. (en) The Arrows of Time, 2013

### Romans
- (en) An Unusual Angle, Norstrilia Press, 1983  (ISBN 0-909106-11-8)
- (en) The Flight of Sirius, 1985Ce roman n'a jamais été publié
- Isolation, Denoël, coll. « Lunes d'encre », 2000 ((en) Quarantine, Century/Legend, 1992  (ISBN 0-7126-9870-1)), trad. Francis Lustman et Quarante-deux  (ISBN 2-207-24993-X)Rééditions : Le Livre de poche no 7250, 2003 (ISBN 2-253-07250-8), le Bélial coll. « Quarante deux » 2024 (ISBN 978-2-38163-115-8)
- La Cité des permutants, Robert Laffont, coll. « Ailleurs et Demain », 1996 ((en) Permutation City, Orion/Millennium, 1994  (ISBN 1-85798-174-X)), trad. Bernard Sigaud  (ISBN 2-221-08177-3)Prix John-Wood-Campbell Memorial 1995 - Réédition, Le Livre de poche no 7224, 2000 (ISBN 2-253-07224-9)
- L'Énigme de l'univers, Robert Laffont, coll. « Ailleurs et Demain », 1997 ((en) Distress, Orion/Millennium, 1995  (ISBN 1-85798-286-X)), trad. Bernard Sigaud  (ISBN 2-221-08439-X)Réédition, Le Livre de poche no 7233, 2001 (ISBN 2-253-07233-8)
- Diaspora, Le Bélial', 2019 ((en) Diaspora, Orion/Millennium, 1997  (ISBN 1-85798-438-2)), trad. Francis Lustman  (ISBN 978-2-84344-950-5)Réédition, Le Livre de poche no 36228, 2021 (ISBN 978-2-253-26058-5)
- Téranésie (en), Robert Laffont, coll. « Ailleurs et Demain », 2001 ((en) Teranesia, Orion/Gollancz, 1999  (ISBN 0-575-06854-X)), trad. Pierre-Paul Durastanti  (ISBN 2-221-09378-X)Réédition, Le Livre de poche no 7280, 2006 (ISBN 2-253-11481-2)
- (en) Schild's Ladder, Orion/Gollancz, 2002  (ISBN 0-575-07068-4)
- À dos de crocodile, Le Bélial', coll. « Une heure-lumière » no 30, 2021 ((en) Riding the Crocodile, 2005), trad. Francis Lustman  (ISBN 978-2-84344-980-2)
- (en) Incandescence, 2008
- Zendegi (en), Le Bélial', 2012 ((en) Zendegi, Orion/Gollancz, 2010  (ISBN 978-1597801744)), trad. Pierre-Paul Durastanti  (ISBN 978-2-84344-110-3)Réédition, Le Livre de poche no 34787, 2014 (ISBN 978-2-253-19508-5)
- Cérès et Vesta, Le Bélial', coll. « Une heure-lumière » no 7, 2017 ((en) The Four Thousand, the Eight Hundred, Subterranean Press, 2016), trad. Erwann Perchoc  (ISBN 978-2-84344-914-7)Première parution dans le numéro de décembre 2015 du magazine Asimov's Science Fiction
- (en) Dichronauts, 2017
- (en) Phoresis, 2018
- (en) Perihelion Summer, 2019
- (en) The Book of All Skies, 2021
- (en) Scale, 2023
- (en) Morphotrophic, 2024

### Recueils de nouvelles
- Axiomatique, DLM, coll. « CyberDreams », 1997 ((en) Axiomatic, Orion/Millennium, 1995  (ISBN 1-85798-281-9)), trad. Sylvie Denis et Francis Valéry  (ISBN 2-84344-073-4)Ce recueil ne contient que 4 des 18 nouvelles du recueil original. Réédition du recueil complet, Le Bélial' & Quarante-Deux, 2006, trad. Sylvie Denis, Francis Lustman, Francis Valéry et Quarante-deux (ISBN 2-84344-073-4) puis Le Livre de poche no 31549, 2009 (ISBN 978-2-253-08783-0)
- Notre Dame de Tchernobyl, DLM, coll. « CyberDreams », 1996 ((en) Our Lady of Chernobyl, MirrorDanse, 1995  (ISBN 0-646-23230-4)), trad. Sylvie Denis et Francis Valéry  (ISBN 2-87795-086-7)
- Radieux, Le Bélial', 2007 ((en) Luminous, Orion/Millennium, 1998  (ISBN 1-85798-551-6)), trad. Sylvie Denis, Francis Lustman, Francis Valéry et Quarante-deux  (ISBN 2-84344-082-3)Réédition, Le Livre de poche no 32342, 2011 (ISBN 978-2-253-15989-6)
- (en) Reasons to be Cheerful and Other Stories, Hayakawa, 2003
- (en) Singleton and Other Stories, Hayakawa, 2006
- (en) Dark Integers and Other Stories, Subterranean Press, 2008  (ISBN 1-59606-155-3)
- Océanique, Le Bélial', 2009 ((en) Oceanic, Gollancz, 2009), trad. Sylvie Denis, Francis Lustman, Pierre K. Rey, Francis Valéry et Quarante-deux  (ISBN 978-2-84344-094-6)La version française ne reprend que six des douze nouvelles du recueil en langue originale et lui adjoint sept autres nouvelles - Réédition, Le Livre de poche no 32777, 2012 (ISBN 978-2-253-15988-9)
- (en) The Best of Greg Egan, Subterranean Press, 2019  (ISBN 978-1-59606-942-8)
- (en) Instantiation, 2020
- (en) Sleep and the Soul, 2023  (ISBN 978-1-922240-45-3)
- (en) Phoresis and Other Journeys, 2023
- Instanciations, Le Bélial', 2024, trad. Francis Lustman  (ISBN 978-2-38163-117-2)Recueil de deux romans courts et d'une nouvelle longue

### Nouvelles
- (en) Artifact, 1983
- (en) Tangled Up, 1985
- (en) The Way She Smiles, The Things She Says, 1985
- (en) Mind Vampires, 1986Parue dans Interzone no 18 (texte en ligne)
- (en) Neighbourhood Watch, 1987Parue dans Aphelion no 5 (texte en ligne)
- Éparpillez mes cendres, 1997 ((en) Scatter My Ashes, 1988)Parue dans Interzone no 23 (texte en ligne) ; in Galaxies, juin 1997, traduction Pierre K. Rey
- Le Tout P’tit, 1997 ((en) The Cutie, 1989)Parue dans Interzone no 29
- Mortelles Ritournelles, 1996 ((en) Beyond the Whistle Test, 1989)Parue dans Analog Science Fiction and Fact
- La Morale et le Virologue, 2006 ((en) The Moral Virologist, 1990)Parue dans Pulphouse 8
- La Caresse, 1997 ((en) The Caress, 1990)Parue dans Asimov's Science Fiction Magazine
- Eugène, 2006 ((en) Eugene, 1990)Parue dans Interzone no 36
- En apprenant à être moi, 1995 ((en) Learning to Be Me, 1990)Parue dans Interzone no 37
- Le Réserviste, 1997 ((en) The Extra, 1990)Parue dans Eidolon 2
- Le Coffre-fort, 1997 ((en) The Safe-Deposit Box, 1990)Parue dans Isaac Asimov's Science Fiction Magazine
- Axiomatique, 1997 ((en) Axiomatic, 1990)Parue dans Interzone no 41
- (en) The Vat: A Romantic Comedy, 1990Parue dans Eidolon no 3
- Les Douves, 2006 ((en) The Moat, 1991)Parue dans Aurealis 3
- Sœurs de sang, 2006 ((en) Blood Sisters, 1991)Parue dans Interzone no 44
- (en) In Numbers, 1991Parue dans Isaac Asimov's Science Fiction Magazine
- L'Assassin infini, 2000 ((en) The Infinite Assassin, 1991)Parue dans Interzone no 48
- (en) The Demon's Passage, 1991Parue dans Eidolon no 5
- Baby brain, 1994 ((en) Appropriate Love, 1991)Parue dans Interzone no 50 - Réédition sous le titre Un amour approprié dans le recueil Axiomatique, 2006
- Fidélité, 1994 ((en) Fidelity, 1991)Parue dans Isaac Asimov's Science Fiction Magazine
- Vers les ténèbres, 2006 ((en) Into Darkness, 1992)Parue dans Isaac Asimov's Science Fiction Magazine
- Lumière des événements, 2006 ((en) The Hundred Light-Year Diary, 1992)Parue dans Interzone no 55
- (en) Before, 1992Parue dans Interzone no 57
- Plus près de toi, 2006 ((en) Closer, 1992)Parue dans Eidolon no 9
- Poussière, 2009 ((en) Dust, 1992)Parue dans Isaac Asimov's Science Fiction Magazine
- Orbites instables dans la sphère des illusions, 1999 ((en) Unstable Orbits in the Space of Lies, 1992)Parue dans Interzone no 61
- (en) Worthless, 1992Parue dans Dreams
- (en) Reification Highway, 1992Parue dans Interzone no 64
- La Marche, 2006 ((en) The Walk, 1992)Parue dans Asimov's Science Fiction
- Rêves de transition, 1996 ((en) Transition Dreams, 1993)Parue dans Interzone no 76
- Paille au vent, 1996 ((en) Chaff, 1993)Parue dans Interzone no 78
- Cocon, 1995 ((en) Cocoon, 1994)Parue dans Asimov's Science Fiction
- Notre-dame de Tchernobyl, 1996 ((en) Our Lady of Chernobyl, 1994)Parue dans Interzone no 83
- L'Enlèvement, 2006 ((en) A Kidnapping, 1995)
- Le Point de vue du plafond, 2006 ((en) Seeing, 1995)
- L'Eve mitochondriale, 2007 ((en) Mitochondrial Eve, 1995)
- Les Tapis de Wang, 1997 ((en) Wang's Carpets, 1995)
- Radieux, 1998 ((en) Luminous, 1995)
- Monsieur Volition, 2007 ((en) Mister Volition, 1995)
- Lama, 2002 ((en) TAP, 1995)Parue dans Isaac Asimov's Science Fiction Magazine
- Vif Argent, 1998 ((en) Silver Fire, 1995)Parue dans Bifrost no 11, Le Bélial'
- Yeyuka, 2007 ((en) Yeyuka, 1997)Parue dans Bifrost no 45, Le Bélial'
- Des raisons d'être heureux, 1999 ((en) Reasons To Be Cheerful, 1997)
- (en) Orphanogenesis, 1997Parue dans Interzone no 123
- La Plongée de Planck, 2007 ((en) The Planck Dive, 1998)Prix Locus de la meilleure nouvelle longue 1999
- Océanique, 2000 ((en) Oceanic, 1998)Parue dans Bifrost no 20, Le Bélial' - Prix Locus du meilleur roman court 1999
- Gardes-frontières, 2009 ((en) Border Guards, 1999)Prix Locus de la meilleure nouvelle longue 2000
- (en) Only Connect, 2000
- Oracle, 2009 ((en) Oracle, 2000)Parue dans Isaac Asimov's Science Fiction Magazine
- Singleton, 2009 ((en) Singleton, 2002)Parue dans Interzone no 176
- (en) Induction, 2007
- Gloire, 2009 ((en) Glory, 2007)
- Les Entiers sombres, 2009 ((en) Dark Integers, 2007)Parue dans Isaac Asimov's Science Fiction Magazine
- La Fièvre de Steve, 2021 ((en) Steve Fever, 2007)Parue dans Bifrost no 101, Le Bélial'
- Nuits cristallines, 2015 ((en) Crystal Nights, 2008)Parue dans Interzone no 215 puis in Bifrost no 79, Le Bélial'
- Le Continent perdu, 2009 ((en) Lost Continent, 2008)
- (en) Hot Rock, 2009
- (en) The Eternal Flame, 2012
- (en) Zero for Conduct, 2013
- (en) Bit Players, 2013
- (en) Break My Fall, 2014
- Essaim fantôme, 2015 ((en) Shadow Flock, 2014)Parue dans Bifrost no 77, Le Bélial'
- Les Yeux de l'arc-en-ciel, 2016 ((en) Seventh Sight, 2014)Parue dans Bifrost no 81, Le Bélial'
- La Vallée de l'étrange, 2017 ((en) Uncanny Valley, 2017)Parue dans Bifrost no 88, Le Bélial'
- Le Charme discret de la machine de Turing, 2024 ((en) The Discrete Charm of the Turing Machine, 2017)Parue dans Bifrost no 113, Le Bélial'
- (en) Phoresis, 2018
- (en) The Nearest, 2018
- (en) The Slipway, 2019
- (en) This is Not the Way Home, 2019
- (en) Zeitgeber, 2019
- Un château sous la mer, 2021 ((en) You and Whose Army?, 2020)Parue dans Hors-série 2021, Le Bélial', coll. « Une heure-lumière »
- (en) Dispersion, 2020
- (en) Light Up the Clouds, 2021
- (en) Sleep and the Soul, 2021
- (en) After Zero, 2022
- (en) Dream Factory, 2022
- (en) Crisis Actors, 2022
- (en) Solidity, 2022
- (en) Night Running, 2023
- (en) Didicosm, 2023
- (en) Death and the Gorgon, 2024
- (en) Vouch for Me, 2024